# Douglas Moya
Douglas Ernesto Moya Álvarez (Quito, Ecuador, 2 de noviembre de 1951) es un ingeniero e investigador ecuatoriano interesado por la innovación, especialmente en la tecnología. En la actualidad es miembro asociado del Núcleo de Investigadores de la Universidad Central del Ecuador.

## Biografía
Nació en Quito, Ecuador el 2 de noviembre de 1951. Su educación secundaria la realizó en el Instituto Nacional Mejía; sus estudios superiores los realizó en la Escuela Politécnica Nacional obteniendo el título de ingeniero electrónico. En 1976 realizó cursos de Física en la Universidad Nacional de Colombia. En el año 2000 obtuvo el título honorario de Professor, debido a sus contribuciones en investigación y educación científica. Algunas de sus contribuciones más conocidas son sus trabajos sobre mecánica cuántica, relatividad , teoría de la información, superconductores y biofísica.  Se desempeñó como Subdecano de la Facultad de Ciencias, Jefe del Departamento de Física y profesor de la Facultad de Ingeniería Eléctrica y Electrónica de la Escuela Politécnica Nacional. También fue profesor de la Universidad Politécnica Salesiana y actualmente es investigador de la Universidad Central del Ecuador.

## Premios y distinciones
- 2004 Premio del Centro Latinoamericano del Cálculo Científico, por el artículo “Teoría de la Información y la Mecánica Cuántica”.
- 2000 Título de Professor, por la Escuela Politécnica Nacional.
- 1995 Premio Politécnica Nacional al mejor trabajo de investigación titulado “El Campo de Acción, una nueva interpretación de la Mecánica Cuántica.”
- 1990 Premio a la mejor ponencia presentada en Las Jornadas de Ingeniería Eléctrica y Electrónica - EPN 1990 por el artículo “Modelo de Plasma Multi Componente para Explicar a los Superconductores de Alta Temperatura de Transición”.

## Controversias
Douglas Moya es una figura controversial en el campo de la investigación científica, principalmente debido a sus trabajos sobre los efectos biológicos de las microondas y su interpretación de la constante de Planck.
Efectos Biológicos de las Microondas
Uno de los trabajos más polémicos de Moya es su estudio sobre los efectos biológicos de las microondas en el rango de frecuencias de la telefonía celular. Publicado en 2005, este estudio no es experimental y se basa únicamente en las ecuaciones de Maxwell para sacar conclusiones sobre el uso de los celulares. Esta metodología ha sido fuertemente criticada por no utilizar el método científico tradicional, que generalmente incluye experimentación y observación empírica.
Sus detractores acusan a Moya de basar sus conclusiones en resultados no comprobados científicamente, y de aprovecharse de estos resultados para la promoción de productos cosméticos. Esta falta de rigor científico ha sido motivo de debate entre la comunidad académica y ha suscitado desconfianza hacia sus afirmaciones.
Interpretación Física de la Constante de Planck
Otro trabajo controvertido de Moya es su estudio sobre la interpretación física de la constante de Planck. En este trabajo, plantea que la constante de Planck es una perturbación del campo de acción con una distribución normal. Esta hipótesis está en contradicción con la Teoría Cuántica de Campos, la cual es ampliamente aceptada en la física moderna. La falta de una base experimental para apoyar su hipótesis ha llevado a la comunidad científica a desestimar su trabajo como especulativo y carente de fundamento empírico.

## Problemas de salud
La vida personal de Moya también ha sido turbulenta, marcada por serios problemas de salud. Ha descrito su condición física como "insoportable y miserable", mencionando que el dolor crónico lo ha desmovilizado y le ha causado episodios de desmayo tanto en su hogar como en la calle. En una declaración personal, Moya expresó: "El dolor físico crónico de mi cuerpo me ha desmovilizado otra vez desde que salí del hospital. Cada vez es más agresivo y me llega al punto del desmayo. Algunos episodios de ese tipo se me han presentado en mi departamento y en la calle, de modo que tengo temor de salir solo. El ser humano está compuesto de cuerpo, mente y espíritu. Por lo insoportable y miserable de mi salud, la mente me aconseja terminar con mi vida. Solo me sostiene el espíritu que por su acción heroica quiere saber qué es lo que puedo aprender de todo esto como parte de un plan, si es que existe" (Revista Familia).
Moya también ha enfrentado problemas con el alcoholismo, lo que ha llevado a múltiples hospitalizaciones en el hospital psiquiátrico Sagrado Corazón. Esta adicción ha afectado su vida personal y profesional, exacerbando sus problemas de salud y limitando su capacidad para llevar a cabo investigaciones científicas.